# Shivwits
Shivwits, jedno od plemena ili bandi američkih Indijanaca iz skupine Južnih Pajuta nastanjenih na jugozapadu današnjeg Utaha. Shivwitsi su danas nastanjeni na rezervatu blizu St. Georgea. Rezervat je utemeljen 1891., i bio je prvi za Južne Pajute na području Utaha, a tada ih je popiasano 194, od čega 114 muškaraca i 80 žena. 
Na područje Utaha Južni Pajuti dolaze oko 1100. godine. Lovci i sakupljači, kulturno pripadaju plemenima Velikog bazena. 

## Vanjske poveznice
- Baptism of Shivwits Indians
- Shivwits Band of Paiutes  Arhivirana inačica izvorne stranice od 14. svibnja 2008. (Wayback Machine)